# Pyrgus andromedae
La ajedrezada admirada (Pyrgus andromedae) es una especie de mariposa de la familia Hesperiidae. Se encuentra en zonas altas de los Alpes y los Pirineos así como en elevaciones algo menores en el norte de Escandinavia, donde su área de distribución llega al círculo polar ártico.